# 比德加纳爆炸事件
35°37′29.68″N 50°52′33.1″E / 35.6249111°N 50.875861°E
比德加纳爆炸事件是一件發生在2011年11月12日伊朗當地時間13:30，在莫達勒斯飛彈基地的大爆炸案件，17名伊朗革命卫队人員殉難，包括被形容為「伊朗飛彈計劃重要人物」哈桑·德黑兰尼·穆加达姆少將。
伊朗革命卫队駐軍在沙赫黎亚附近的一條村落，在首都德黑蘭以東約48公里。卡拉季居民聽到爆炸聲和附近建築物玻璃碎裂。初步報告顯示爆炸發生在壓縮天然氣站，但後來被否認。伊朗革命卫队官方指該爆炸發生時，軍方人員正在運送軍需品。縱使專家指出自2010年起煉油廠和燃气管道爆炸事件以五倍猛增，官方仍否認任何由外國策劃爆炸案的可能性 。
根據CNN報導，五角大廈高官指出，美國政府相信，該爆炸案是純粹一場意外，是注合揮發性燃料不慎，而引致爆炸。商用人造衛星在11月22日拍攝的圖像顯示該基地受到嚴重損壞，部份建築物更完全摧毀。

## 以色列破壞可能
消息來源指出，幕後黑手可能是以色列情報特務局（俗稱摩薩德），根據《時代雜誌》引述一名不透露姓名的官員表示，該爆炸事件是並非一場意外，當以色列國防部部長埃胡德·巴拉克被問及該事件是否是意外時，他回答「也許有可能」。